# سوولا
سوولا (به لاتین: Sovla) یک منطقه مسکونی در جمهوری آذربایجان است که در شهرستان کردامیر واقع شده است.

## جمعیت
سوولا ۱۱۱۳ نفر جمعیت دارد.

## ریشه واژه
سوولا در اصل همان سفلی به‌معنی پایین در زبان عربی است، زیرا سوولا در بخش پایینی رود کورا قرار گرفته است.